# Archidiocèse de Londrina
L'archidiocèse de Londrina (en latin, Archidioecesis Londrinensis) est une circonscription ecclésiastique de l'Église catholique au Brésil.
Son siège se situe dans la ville de Londrina, dans l'État du Paraná.
Depuis 2017, son archevêque est Geremias Steinmetz (pt).